# Długosz (wieś)
Długosz – wieś w Polsce położona w województwie mazowieckim, w powiecie szydłowieckim, w gminie Szydłowiec. 
Wieś należy do sołectwa Rybianka.
W latach 1975–1998 miejscowość administracyjnie należała do województwa radomskiego.
Wierni Kościoła rzymskokatolickiego należą do parafii św. Zygmunta w Szydłowcu.